# Immighausen
Immighausen is een plaats in de Duitse gemeente Lichtenfels (Hessen), deelstaat Hessen, en telt 402 inwoners (2007).

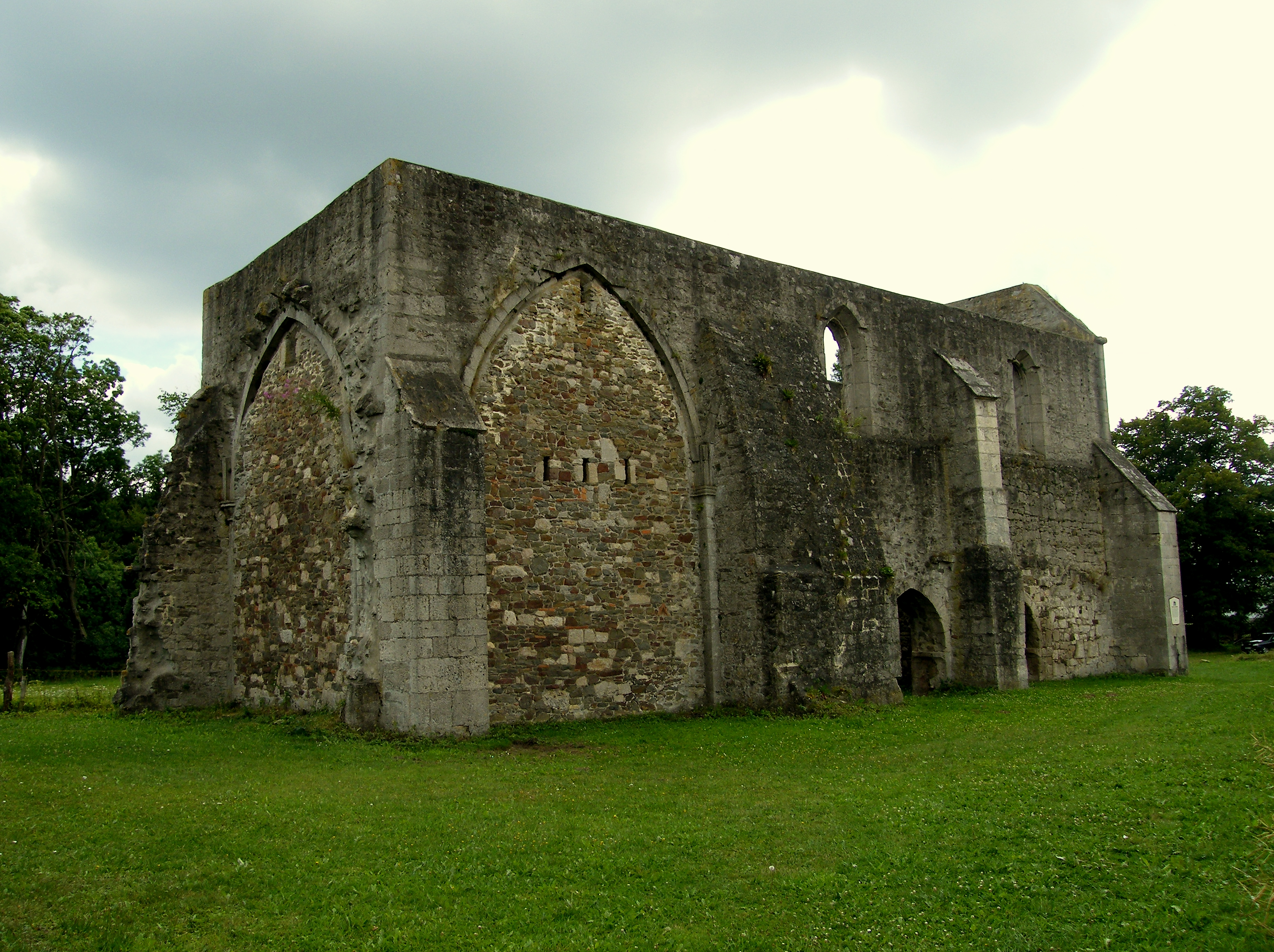